# Kaiemheset
Kaiemheset war ein altägyptischer Architekt, Baumeister und Bildhauer, der wohl in der 4. oder 5. Dynastie (26./25. Jahrhundert v. Chr.) tätig war.
Kaiemheset ist heute nur noch von seinem Mastaba-Familiengrab bekannt, das nördlich der Teti-Pyramide oder der Djoser-Pyramide in Sakkara gefunden wurde. Neben Kaiemheset werden im Grab auch sein Vater Senefanch sowie die Brüder Kaipunesu(t) und Memi, alle ebenfalls Baumeister, genannt. Zudem wird auf einer Holztür mit Hetepka ein weiterer Baumeister erwähnt, der möglicherweise auch Bruder des Grabinhabers war.